# Olenellina
De Olenellina is een onderorde van trilobieten dat een onderdeel is van de orde Redlichiida, met uitsluitend soorten die bekend zijn uit de tweede helft van het Onder-Cambrium (begin Atdabanien tot einde Toyonien). De Olenellina zijn waarschijnlijk de vroegste trilobieten, hoewel de vroegste Redlichiina en Eodiscina snel volgen. Een uniek gemeenschappelijk kenmerk van de Olenellina is het ontbreken van gezichtsscheurlijnen (in het Engels "facial sutures") in het kopschild, die bij de meeste andere trilobieten opensplijten tijdens het vervellen (of "ecdysis"). Sommige afgeleide trilobieten zijn de gezichtsscheurnaden weer verloren (sommige Eodiscina, alle Agnostina, en een paar Phacopina), maar al deze soorten zijn blind, terwijl alle Olenellina ogen hebben.

## Beschrijving
Zoals met de meeste vroege trilobieten hebben de Olenellina een bijna vlak, slechts dun verkalkt exoskelet, en hebben halvemaanvormige oogbogen, die ontspringen aan de voorste lob van de as in de kop (of glabella). De onderorde verschilt van alle andere trilobieten door het ontbreken van gezichtsscheurnaden in het kopschild (of cephalon). De voorkant van het gehemelte volgt de voorkant van de as in het kopschild en is verbonden met een zeer brede lip (of rostrale plaat), in de wetenschap wordt zo'n gehemelte een conterminant hypostoom genoemd.
De thorax kan bestaan uit een voordeel (of prothorax) van meestal 14 of 15 segmenten en een achterdeel (of opisthothorax) van tussen 0 en maximaal 34 minder ontwikkelde segmenten. Het 3de segment van voren heeft vaak veel bredere "ribben" rechts en links van de as (of pleurale lobben) die soms uitlopen in een vergrote stekel aan de buitenkant. Segment 14 of 15 heeft vaak midden op de as een grote achteruit wijzende stekel.
De pygidium is meestal erg klein, met weinig segmenten, die vaak moeilijk zijn te onderscheiden.
In tegenstelling tot andere groepen trilobieten is het vroegste larvale stadium (of protaspide) onbekend, en algemeen wordt aangenomen dat dit komt omdat de protaspide niet verkalkt is.

## Verspreiding
De Olenellina verschijnen plotseling ongeveer halverwege het Onder-Cambrium (bij de overgang tussen het Tommotien en het Atdabanien) ongeveer 521 miljoen jaar geleden, en verdwijnen aan het einde van het Onder-Cambrium (bij de overgang tussen het Toyonien en het Amganien), ongeveer 509 miljoen jaar geleden. De Olenellina zijn waarschijnlijk ontstaan op de paleocontinent Siberia en hebben zich verspreid over Baltica, Avalonia en Laurentia. In het westen van Laurentia zijn de eerste vertegenwoordigers de Fallotaspididae, gevolgd door Archaeaspididae, Nevadioidea en Holmiidae, en ten slotte de Biceratopsidae en Olenellidae. De Olenellina zijn niet bekend uit Zuid-China, Australië en het grootste deel van Latijns-Amerika en Afrika, waar de eerste trilobieten Redlichiina waren, die al gezichtsscheurnaden hadden ontwikkeld.

## Taxonomie
De onderorde bevat vier superfamilies: Olenelloidea (met 3 families en 5 basale geslachten), Judomioidea (met 1 familie en 3 basale geslachten), Nevadioidea en Fallotaspidoidea (met 3 families en 3 basale geslachten).
- Superfamilie Olenelloidea

families
- Olenellidae
- Biceratopsidae
- Holmiidae

basale geslachten: Elliptocephala, Fritzolenellus, Laudonia, Mummaspis, Wanneria
- Superfamily Judomioidea

familie
- Judomiidae

basale geslachten: Callavalonia, Callavia, Sdzuyomia
- Superfamilie Nevadioidea
- Superfamilie Fallotaspidoidea

families
- Fallotaspididae
- Archaeaspididae
- Daguinaspididae

basale geslachten: Repinaella, Parafallotaspis, Fallotaspidella